# 중산산
중산산(중국어 간체자: 钟睒睒, 정체자: 鍾睒睒, 병음: Zhōng Shǎnshǎn, 한자음: 종섬섬, 1954년 12월~)은 중화인민공화국의 기업인이다. 세계 최대의 생수 생산 기업인 눙푸산취안의 창립자이자 현재 회장을 맡고 있다.

## 생애
1954년 12월 저장성 사오싱시 주지현의 지식인 가정에서 태어났다. 12세 때 문화대혁명으로 인해 학교를 중퇴하고 11년 동안 목공업과 건설업에 종사했다. 문화대혁명 종식 후에는 중국의 대입 시험인 가오카오에서 2회 불합격한 끝에 저장 방송대학에 입학하여 어문학을 전공했다. 
1985년 대학을 졸업하고 저장성 지역 일간지 《저장일보》 농촌 전문 기자로 일했으며 1988년 저장일보를 퇴사하고 하이난성으로 건너가 사업에 뛰어들었다. 초기에는 음료기업인 와하하의 대리점을 운영했으며 1993년 건강 음료 전문 기업인 양성당을 창립하여 본격적으로 기업인 경력을 시작했다. 1996년 양성당 산하의 생수 공사를 설치하면서 생수 사업을 시작했으며 같은 해에 생수 브랜드 눙푸산취안을 출범시켰다. 중산산은 기존 중국 생수 제품의 대부분을 차지한 정화수 대신 광천수에 주목하여 광천수 생산을 주력으로 삼았으며 2001년에는 기업명도 양성당에서 눙푸산취안으로 바꿨다.
그는 현재 중국 최대의 부호이며 블룸버그 L.P.가 발표한 세계 억만장자 지수에 따르면 중산산의 자산은 2023년 11월 기준 624억 달러(83조 2000억원)으로 세계 20위 부호에 등재되어 있다.